# 劉楗
劉楗（1617年—1685年），字玉壘，京師順天府大城縣（今河北省廊坊市大城縣）人，清朝初年政治人物。

## 生平
順治二年（1645年）舉乙酉科順天府鄉試，順治三年（1646年）聯登丙戌科進士，授戶科給事中。次年，改兵科右給事中、吏科左給事中。順治十年，任兵科左給事中。順治十一年，任福建鄉試副考官。順治十三年，任山西河東道。順治十五年，任河南鹽驛道。順治十六年，任湖廣按察使。順治十七年，任湖廣右布政使。康熙二年，任江西布政使。康熙十四年，升任太常寺卿。康熙十六年，任大理寺卿。康熙十七年，任都察院左副都御史、吏部右侍郎。同年升任刑部尚書。卒諡端敏。

## 延伸阅读
[在维基数据编辑]
 《清史稿·卷316》
 《清史稿·卷264》，出自趙爾巽《清史稿》